# Pectiniunguis krausi
Pectiniunguis krausi är en mångfotingart som beskrevs av Shear och Peck 1992. Pectiniunguis krausi ingår i släktet Pectiniunguis och familjen småjordkrypare. Inga underarter finns listade i Catalogue of Life.